# Ian Paice

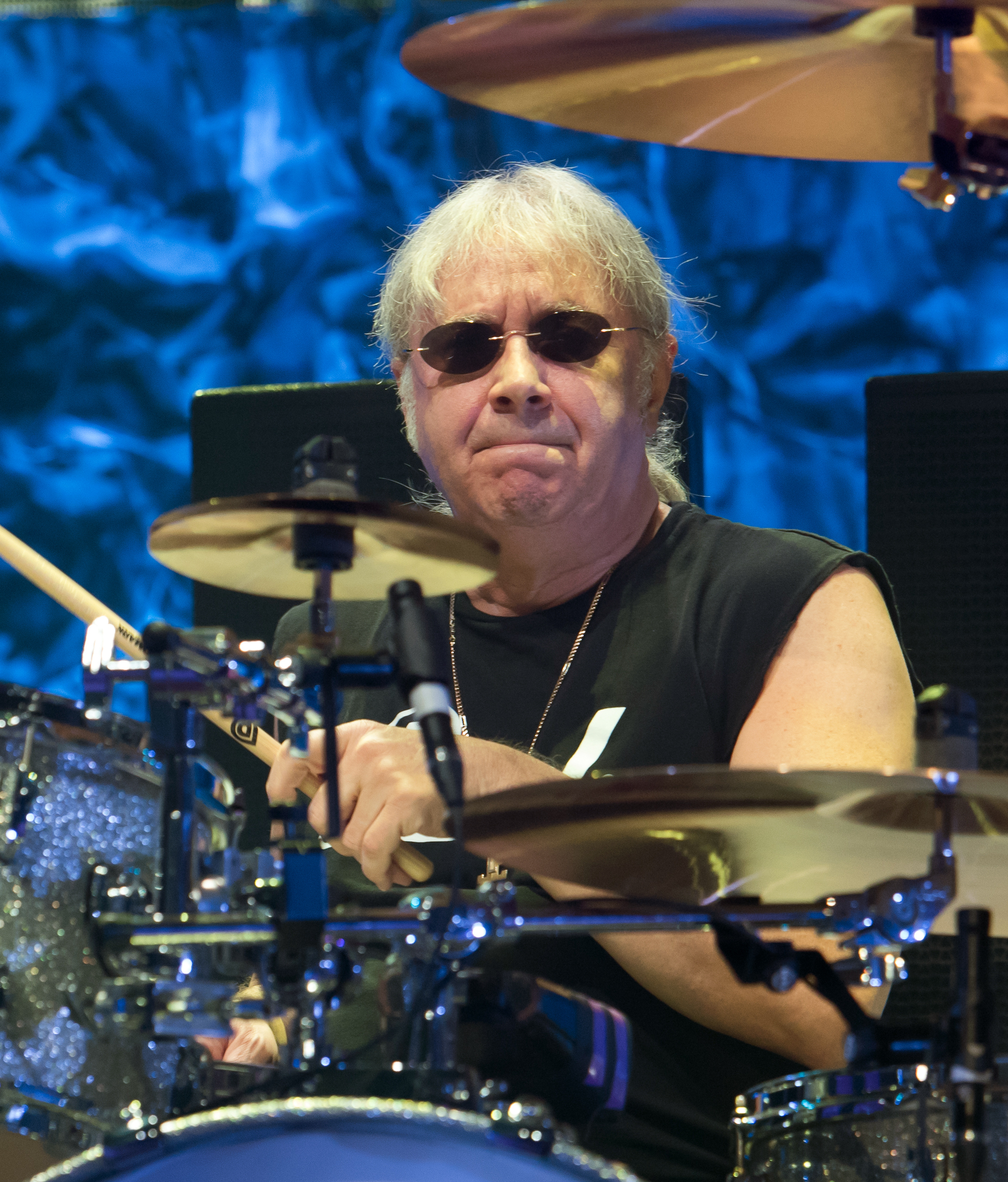
Paice in 2017.

Ian Anderson Paice (Nottingham, 29 juni 1948) is een Engelse muzikant, voornamelijk bekend geworden als drummer van de hardrockband Deep Purple. Tijdens de 'rustperiode' van Deep Purple (1976-1984) speelde Ian achtereenvolgens bij Paice, Ashton & Lord, Robin Trower, Maggie Bell, Whitesnake en Gary Moore.
Paice begon met viool spelen, maar op z'n vijftiende koos hij voor de drums, omdat die toch veel 'cooler' waren dan een viool. Zijn allereerste groepjes heetten Georgie & The Rave Ones,  The Shindings en M15 (later The Maze). 
Op de in 2019 door het tijdschrift Rolling Stone gepubliceerde ranglijst van 100 beste drummers in de geschiedenis van de popmuziek kreeg Ian Paice de 21e plaats toegekend.
- Bibsys: 62620
- Biblioteca Nacional de España: XX1799336
- Bibliothèque nationale de France: cb14043013m (data)
- Gemeinsame Normdatei: 134479068
- International Standard Name Identifier: 0000 0001 1680 8408
- Library of Congress Control Number: no00009099
- MusicBrainz: 29c11f6b-df9f-454f-964e-75eedadb4a1e
- Nationale Bibliotheek van Tsjechië: ola2002151379
- Nederlandse Thesaurus van Auteursnamen: 073557587
- Virtual International Authority File: 84963024
- WorldCat: E39PBJghv3VjCmMWjJcXhrBHG3

Ian Paice · Roger Glover · Ian Gillan · Steve Morse · Don Airey

Jon Lord † · Ritchie Blackmore · Rod Evans · Nick Simper · David Coverdale · Glenn Hughes · Tommy Bolin † · Joe Lynn Turner · Joe Satriani